# Cerodontha bambusae
Cerodontha bambusae este o specie de muște din genul Cerodontha, familia Agromyzidae, descrisă de Martinez în anul 1992.
Este endemică în Guadeloupe. Conform Catalogue of Life specia Cerodontha bambusae nu are subspecii cunoscute.